# الحزب الديمقراطي الاجتماعي (المملكة المتحدة)
الحزب الديمقراطي الاجتماعي (بالإنجليزية: Social Democratic Party )‏ هو حزب سياسي بريطاني، أسس في 26 مارس 1981، وحل في 1988، يقع مقره في 4 Cowley Street ‏، وقد تم تأسيسه بواسطة روي جنكينز.

## أعضاء بارزون
- كود سباركل
- تحديث القائمة

- جيمس ميد
- روي جنكينز (1981 - 1988)
- ألان بولوك
- إيريك وولفسن
- ديفيد أوين
- غريغ كلارك (سياسي) ( - 1988)
- Shirley Williams (1981 - 1988)
- Bryan Magee (1982 - 1983)
- Anthony Sampson
- Polly Toynbee